# ДЮСШ № 1 (Хмельницький)
Комунальний заклад «Хмельницька дитячо-юнацька спортивна школа № 1» — державний позашкільний навчальний заклад спортивного профілю.

## Основна інформація
Дитячо-юнацька спортивна школа №1 успішно діє у Хмельницькому з вересня 1968 року.
Першим директором ДЮСШ був почесний громадянин Хмельницького, заслужений працівник фізичної культури і спорту Віктор Барбалюк. З 1985 по 2008 рік директором був Євген Ольховський.
Станом на 2024 рік у ДЮСШ № 1 культивуються такі види спорту як футбол, гандбол, волейбол, легка атлетика, баскетбол та регбі. (в загальній кількості понад 1000 вихованців – від наймолодших до тих, які вже виступають у командах майстрів). З ними займаються досвідчені тренери-викладачі, з яких семеро мають спортивне звання «Майстер спорту» та один – «Майстер спорту України міжнародного класу».
Футбольні команди ДЮСШ беруть участь у змаганнях ДЮФЛ України, чемпіонаті Хмельницької області серед колективів фізкультури та чемпіонаті ДЮФЛ області. ДЮСШ № 1 є базовою школою для місцевого футбольного клубу «Поділля».
Жіноча футбольна команда, яка заснована на базі школи, бере участь у змаганнях першої ліги чемпіонату України серед жінок.
На стадіоні ДЮСШ в сезоні 1994/95 років проводив домашні матчі АДВІС-Хутровик (Хмельницький) в рамках розіграшу третьої ліги чемпіонату України.

## Відомі випускники
- Шершун Богдан Миколайович — український футболіст, майстер спорту України міжнародного класу, володар Кубку УЄФА;
- Плотницький Олег Юрійович — майстер спорту України, капітан збірної України з волейболу;
- Сівак Вадим Олегович — майстер спорту України, капітан збірної України з регбі, срібний призер чемпіонату Європи з регбі-7;
- Андрущак Ія Рафаелівна — майстер спорту України, 6-ти кратна чемпіонка України з футболу;
- Заспа Лариса Леонідівна — заслужений майстер спорту України з гандболу, бронзовий призер Олімпійських ігор;
- Маслянко Ольга Анатоліївна — майстер спорту України, 3-х кратна чемпіонка України з футболу;
- Парандій Олеся Петрівна — майстер спорту України, права крайня збірної України з гандболу.